# Hovacassis discolor
Hovacassis discolor es una especie de insecto coleóptero de la familia Chrysomelidae. Fue descrita en 1855 por Boheman.